# 糸田駅
糸田駅（いとだえき）は、福岡県田川郡糸田町にある平成筑豊鉄道糸田線の駅である。駅番号はHC53。

## 歴史
- 1897年（明治30年）10月20日：豊州鉄道後藤寺（現・田川後藤寺） - 宮床 - 豊国間の開業に伴い宮床駅（みやとこえき）として開業[1]。
- 1901年（明治34年）9月3日：九州鉄道が豊州鉄道を合併。
- 1907年（明治40年）7月1日：九州鉄道が国有化[1]。帝国鉄道庁の駅となる。
- 1929年（昭和4年）2月1日：金宮鉄道（後の産業セメント鉄道）当駅 - 金田間の開業に伴い豊前大熊 - 宮床間（宮床駅から豊前大熊方に1.4km地点）に糸田駅開業[1]。
- 1943年（昭和18年）7月1日：戦時買収により産業セメント鉄道の鉄道路線を国有化[1]。国鉄宮床駅を糸田駅に改称し、産業セメント鉄道糸田駅を併合[1]。
- 1945年（昭和20年）6月10日：当駅 - 豊国間の貨物支線を廃止し当駅構内に併合。
- 1984年（昭和59年）2月1日：無人駅となる[2][3]。
- 1987年（昭和62年）4月1日：国鉄分割民営化により九州旅客鉄道（JR九州）の駅となる[1]。
- 1989年（平成元年）10月1日：平成筑豊鉄道に転換[1]。

## 駅構造

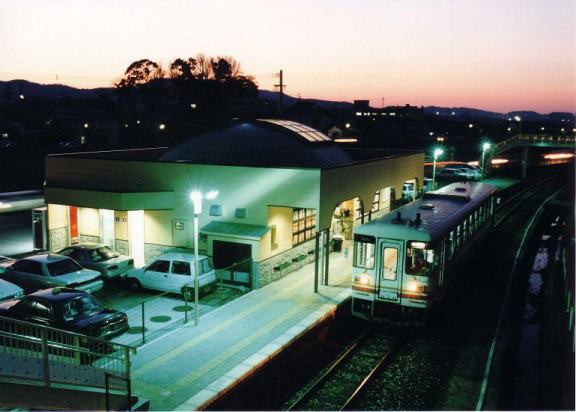
構内

下り列車進行方向に向かって右側に単式ホーム1面1線と待合室を持つ地上駅である。無人駅。駅舎(設計：黒土敏彦）は町の施設で「グリーンドーム糸田」の愛称がつけられている。バリアフリー対応。線路を挟んだ反対側からは、ホームに直接つながる跨線橋が架けられている。

## 駅周辺
駅は町域東部の中元寺川の右岸沿い、皆添橋(かいぞえばし）を渡ったところにある。駅の東部から北東部にかけて団地が広がっている。町役場からは900 mほど離れているほか、2 km東方には伊田線の糒駅がある。
- 糸田町立糸田小学校
- 糸田町立糸田中学校
- 糸田町役場
- 日本郵政糸田郵便局
- 西日本シティ銀行糸田支店
- 宮床団地
- 田川警察署糸田交番
- 田川自動車学校
- ケーキハウスボヌール
- 糸田町立緑ヶ丘病院
- 二田水整形外科医院
- 宮床薬品
- スーパー川食糸田店
- 貴船神社
- 福岡県道405号香春糸田線
- 福岡県道420号金田糸田田川線

## 隣の駅
平成筑豊鉄道
■糸田線
松山駅 (HC52) - 糸田駅 (HC53) - 大藪駅 (HC54)